# Frankie Avalon
Frankie Avalon, nascido como Francis Thomas Avallone (Filadélfia, 18 de setembro de 1939), é um ator e cantor norte-americano.

## Carreira
Como ator, Frankie Avalon estreou em 1957, no filme Jamboree, porém o reconhecimento só ocorreu em 1960, em O Álamo, de John Wayne, que além de atuar, ofereceu-lhe o papel de Smitty. Sua parceria com Annette Funicello na série de filmes da Turma da Praia também é conhecida.
Seu último filme inédito foi Casino, de 1995, atuando como ele mesmo. Entre 1958 e 1962, lançou 8 álbuns em sua carreira musical, com destaque para Swingin' on a Rainbow, de 1959.

## Canções principais
- "Trumpet Sorrento" (instrumental de 1954, gravadora X Records)
- "De De Dinah" (Chancellor Records 1011) 7º lugar em 1958
- "You Excite Me" (Chancellor Records 1016) 49º lugar em 1958
- "Gingerbread" (Chancellor 1021) 9º lugar em 1958; 30º lugar no Reino Unido
- "I'll Wait For You" (Chancellor 1026) 15º lugar (Lado B "What Little Girl" atingiu o 79º lugar) em 1958
- "Venus" (Chancellor 1031) 1º lugar em 1959; 16º lugar no Reino Unido
- "Bobby Sox to Stockings" (Chancellor 1036) 8º lugar (Lado B "A Boy Without A Girl" atingiu o 10º lugar) em 1959
- "Just Ask Your Heart" (Chancellor 1040) 7º lugar (Lado B "Two Fools" atingiu o 54º lugar) em 1959
- "Why" (Chancellor 1045) 1º lugar (Lado B "Swingin' On A Rainbow" atingiu o 39º lugar); 20º lugar no Reino Unido em 1959
- "Don't Throw Away All Those Teardrops" (Chancellor 1048) 22º lugar; 37º lugar no Reino Unido em 1960
- "Where Are You" (Chancellor 1052) 32º lugar (Lado B "Tuxedo Junction" atingiu o 82º lugar) em 1960
- "Togetherness" (Chancellor 1056) 26º lugar (Lado B "Don't Let Love Pass Me By" atingiu o 85º lugar) em 1960
- "A Perfect Love" (Chancellor 1065) 47º lugar (Lado B "The Puppet Song" atingiu o 56º lugar) em 1960[2]

Em 1999, Frankie Avalon lançou uma coletânea dupla de vários artistas chamada Frankie Avalon's Good Guys.

## Filmografia
- Jamboree (1957)
- Alakazam the Great (1960) (voz em dublagem inglesa)
- Guns of the Timberland (1960)
- The Alamo (1960)
- Voyage to the Bottom of the Sea (1961)
- Sail a Crooked Ship (1961)
- Panic in Year Zero! (1962)
- Operation Bikini (1963)
- The Castilian (1963)
- The Eleventh Hour como Larry Thatcher em episódio intitulado "A Tumble from a High White House" (1963)
- Drums of Africa (1963)
- Beach Party (1963)
- Muscle Beach Party (1964)
- Bikini Beach (1964)
- Pajama Party (1964)
- Beach Blanket Bingo (1965)
- I'll Take Sweden (1965)
- Ski Party (1965)
- How to Stuff a Wild Bikini (1965)
- Sergeant Dead Head (1965)
- Dr. Goldfoot and the Bikini Machine (1965)
- Fireball 500 (1966)
- The Million Eyes of Sumuru (1967)
- Skidoo (1968)
- The Haunted House of Horror (1969)
- The Take (1974)
- Grease (1978)
- Frankie & Annette: The Second Time Around  (1978)
- Blood Song (1982)
- Back to the Beach (1987)
- Troop Beverly Hills (1989)
- Twist (1992) (documentário)
- The Stoned Age (1994)
- Casino (1995)
- Charlie Gracie Fabulous (2007) (documentário)
- The Wages of Spin (2007) (documentário)
- Mr. Warmth: The Don Rickles Project (2007) (documentário)